# Bělotín
Bělotín (deutsch Bölten) ist eine Gemeinde in Tschechien. Sie liegt sechs Kilometer nordöstlich der Stadt Hranice na Moravě (deutsch Mährisch Weißkirchen) und gehört zum Okres Přerov (deutsch Kreis Prerau). Die Gemeinde Bölten war bis zur Besetzung durch die Rote Armee am 7. Mai 1945 ein deutsches Gemeinwesen. Der tschechische Bevölkerungsanteil betrug 1910 bei der letzten österreichischen Volkszählung 0,75 Prozent. 1946 wurden die Deutschen aus Bělotín vertrieben.

## Geographie
Bělotín/Bölten befindet sich am südlichen Fuße der Oderberge im Kuhländchen. Westlich des Dorfes liegt die Wasserscheide der Mährischen Pforte. Bělotín erstreckt sich entlang des Bělotínský potok (Böltener Bach) bis zu dessen Einmündung in den Oderzufluss Luha. Die Oder entspringt unweit von Bölten. In der Nähe der Gemeinde sollte auch der Donau-Oder-Kanal verlaufen.

## Ortsteile
Zur Gemeinde Bělotín gehören seit 1983 die Ortsteile Kunčice (Kunzendorf II), Lučice (Lutschitz) und Nejdek (Neudek).
Einwohner laut Volkszählungen 1910, 1930 und 1939
- 1910 – Bölten: 1464 Einwohner, davon 11 Tschechen
- 1930 – Bölten 1562, davon 168 Tschechen; Kunzendorf 352; Lutschitz 206; Neudek 316, insgesamt 2436 Einwohner
- 1939 – Bölten: 1545 Einwohner

## Geschichte
Erstmals schriftlich erwähnt wurde der Ort in Mähren mit seinem neuen Eigentümer, dem Prämonstratenser – Kloster Hradisch bei Olmütz, um 1200 in einer Urkunde des mährischen Markgrafen Vladislav Heinrich aus dem Geschlecht der Přemysliden unter dem Namen Belotyn. 1612 hieß der Ort Bellten und 1645 Beltin.
Belotyn und die weite Umgebung mit damals slawischer Bevölkerung und mit slawischen Ortsbezeichnungen wurden beim Einfall der Mongolen 1241 verwüstet und entvölkert. Die notwendige Rekolonisation wurde ab 1247 von einem der wichtigsten Berater des Königs Přemysl Ottokar II. von Böhmen, dem Olmützer Bischof Bruno von Schauenburg, der aus dem Weserbergland stammte, gefördert. Es wird in der Literatur für möglich gehalten, dass die Sage vom Rattenfänger von Hameln (an der Weser) mit der deutschen Besiedlung des fraglichen Raumes im Zusammenhang steht.

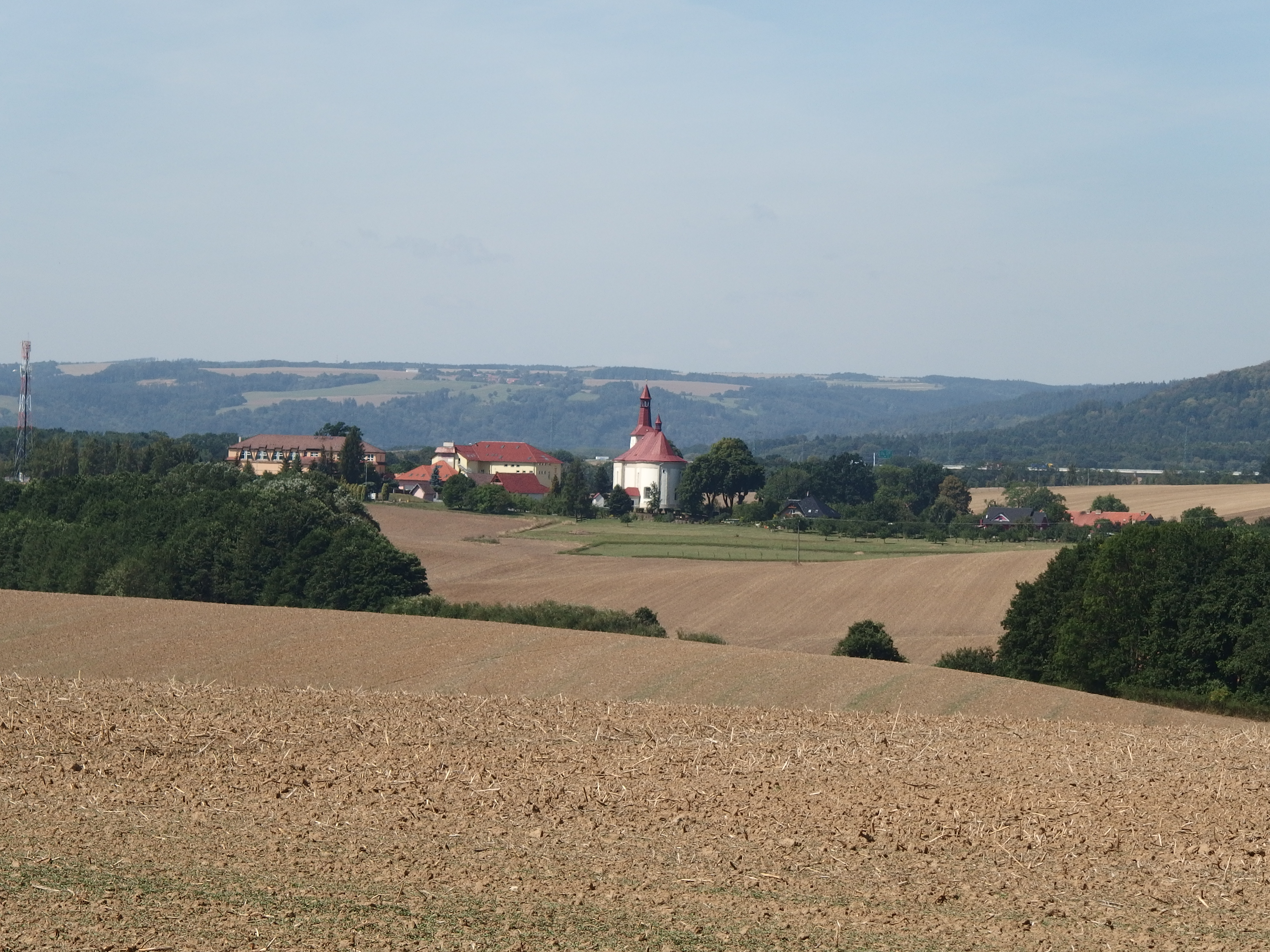
Bělotín, Blick von Südosten auf den Kirchenhügel und die Hügellandschaft der Umgebung.

Nach dem Ende des Ersten Weltkrieges kam es zum Zerfall der österreichisch-ungarischen Doppelmonarchie und zur Gründung neuer Staaten, so der Tschechoslowakei (1. ČSR) am 28. Oktober 1918 und der Republik Deutschösterreich am 12. November 1918, dem Tag nach der Verzichtserklärung von Kaiser Karl I.
Bis zum Inkrafttreten des Vertrags von Saint-Germain am 16. Juli 1920 beanspruchte Österreich die überwiegend von Deutschen besiedelten Gebiete der ČSR, die kurz nach der Staatsgründung vom tschechoslowakischen Militär besetzt worden waren. Der Hauptort des Kuhländchens, Neu Titschein, wurde am 20./21. November 1918 für den neuen Staat eingenommen.

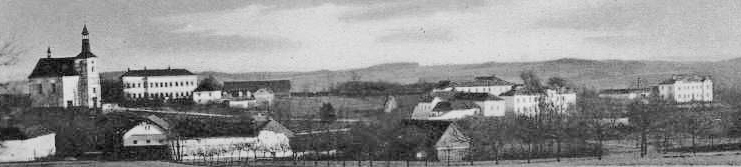
Bölten, Mitteldorf: Aus der Einladung von Bürgermeister Josef Anders zum Heimatfest 1929.

1938 wurde die an der Sprachgrenze gelegene Gemeinde Bölten infolge des Münchener Abkommens bis zum Ende des Zweiten Weltkrieges dem Deutschen Reich einverleibt und dem Landkreis Neu Titschein zugeordnet. Die alteingesessene Bevölkerung erlangte die deutsche Staatsangehörigkeit am 10. Oktober 1938 durch Sammeleinbürgerung.
Im Jahr 1941 wurde in Bölten das Arbeitskommando E540 des Kriegsgefangenenlagers Teschen (Oflag VIIID) errichtet, in dem vorwiegend Kriegsgefangene aus dem Vereinigten Königreich und den Ländern des Commonwealth untergebracht waren.
Am 7. Mai 1945 ab 10:30 Uhr wurde Bölten von der Roten Armee unter dem Kommando von Generalmajor Vasilevsky besetzt. In der Folge kam es zur Wiedereingliederung der Gemeinde in den neu errichteten tschechoslowakischen Staat, zur erneuten Zuordnung zum Bezirk Hranice (Mährisch Weißkirchen). Für „ethnische Säuberungen“ bis 28. Oktober 1945 Verantwortliche wurden straffrei gestellt. Die aufgrund der Beneš-Dekrete entschädigungslos enteigneten und bis zur Vertreibung noch in Bělotín lebenden 1106 Deutschen wurden in der Zeit vom 30. Juni bis 25. September 1946 mit 196 Fuhrwerken in das Sammellager Hranice verbracht und von dort mit sechs Lastzügen nach Bayern und Hessen in der amerikanisch besetzten Zone Deutschlands transportiert.

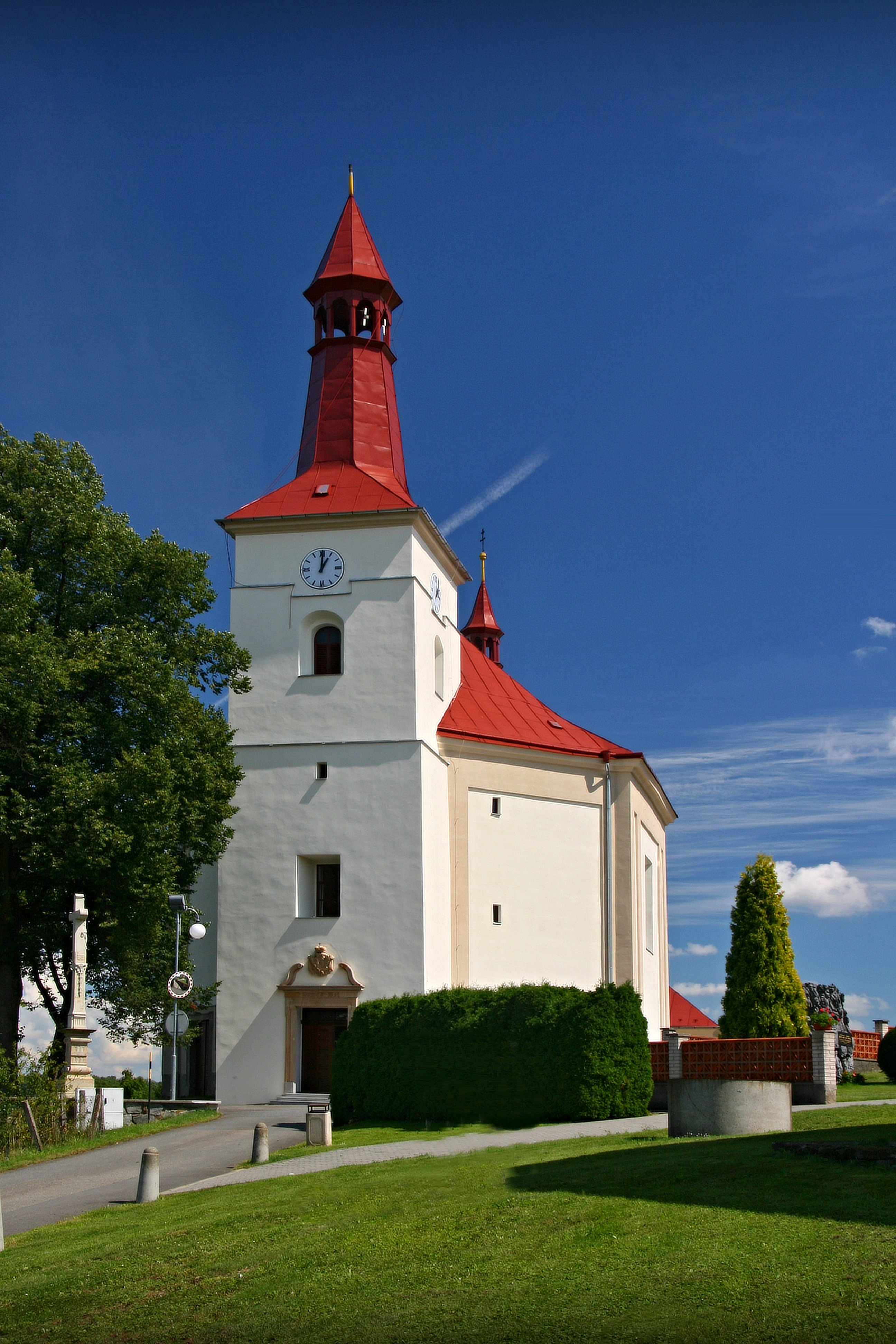
Kirche St. Georg

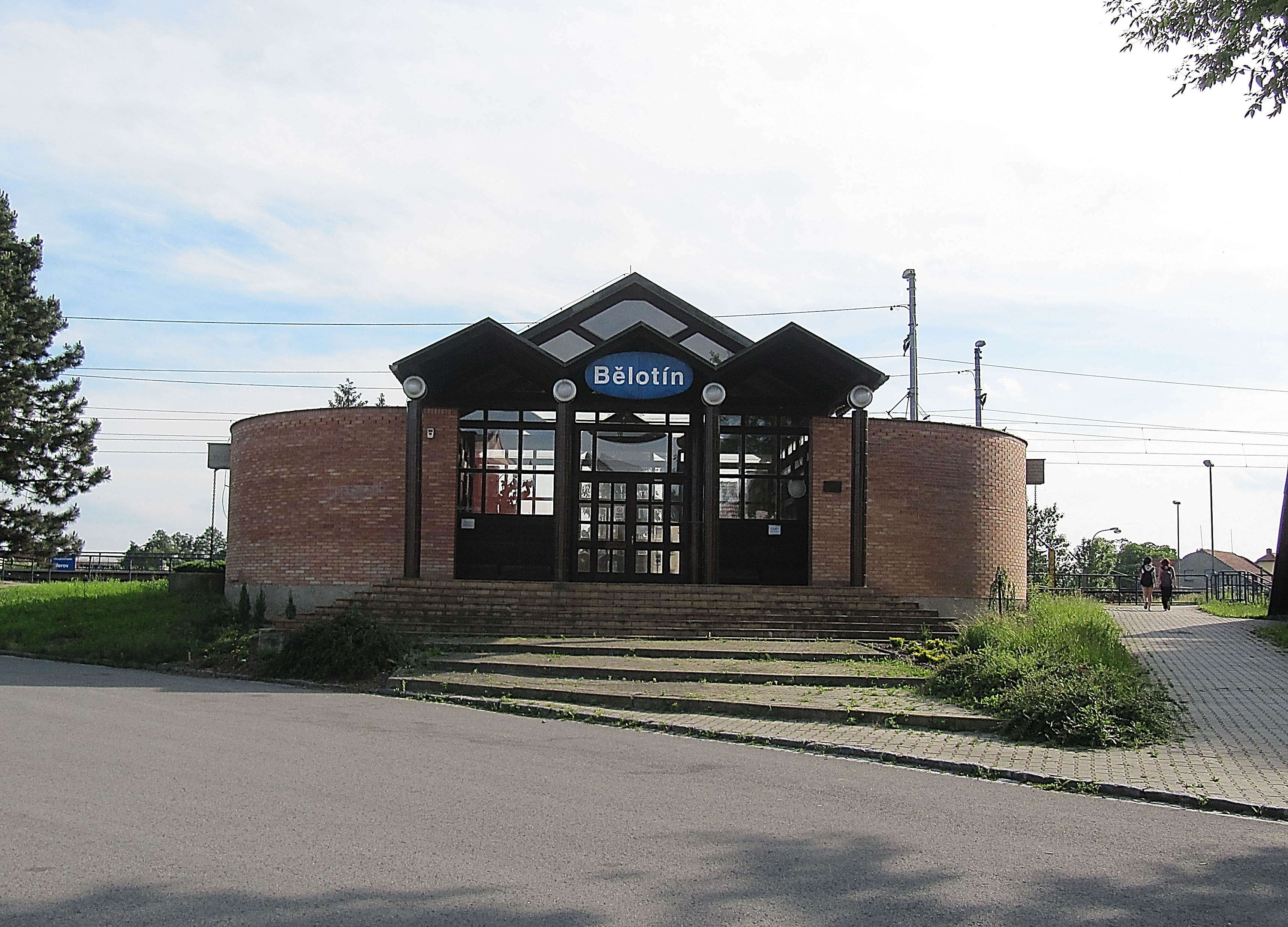
Neuer Bahnhof Bělotín

Über die Besetzung Böltens durch die Rote Armee, die Ankunft tschechischer Neusiedler und den „Abschub“ der Deutschen berichtete der 1945 nach Bělotín abkommandierte Unterfähnrich Al. Tylich 1979 in der Schrift Bělotín, obec moravské brány (deutsch: „Bělotín, Gemeinde an der Mährischen Pforte“).

## Sehenswürdigkeiten
Pfarrkirche St. Georg (Siehe unter Literatur: Festschrift zur 200-Jahr-Feier)

## Verkehr
- Die Gemeinde verfügt über eine Haltestelle der 1847 in Betrieb genommenen Kaiser Ferdinands-Nordbahn (Wien-Krakau) – ohne Güterumschlag, weil die Eisenbahn wegen der Wasserscheide (Meereshöhe: 310 m) vom Frachtenbahnhof Pohl / Polom (280 m) über die 4,2 km entfernte Haltestelle Bölten / Belotin (290 m) bis vor den 5,7 km entfernten Bahnhof Mährisch Weißkirchen / Hranice (wieder 280 m) aufsteigend in Höhenlage, also ohne Abstellgleise errichtet werden musste.
Heute liegt der am 15. Mai 1994 in Betrieb genommene neue Bahnhof an der Bahnstrecke Břeclav–Petrovice u Karviné.
- Bei Bělotín zweigt die Autobahn D48 von der D1 ab.

## Partner- und Patenschaften
- Die Gemeinde Bělotín und der ihr verbundene Universitätschor Ostrava schlossen im Jahr 2000 einen Partnerschaftsvertrag mit der Gemeinde Hinterschmiding in Niederbayern.
- 2006 entstand eine weitere Partnerschaft mit der Gemeinde Höchst im Odenwald in Hessen und ausdrücklich auch mit dem „Kirchspiel Bölten“ mit Sitz in Höchst. Die Gemeinde Höchst im Odenwald hatte bereits am 2. August 1953 die „Patenschaft für die Sudetendeutsche Gemeinde Bölten“, Kreis Neu Titschein übernommen, später auch für die anderen Gemeinden des „Kirchspiels Bölten“: Daub, Hermitz, Kunzendorf, Litschel, Lutschitz, Neudek und Pohl mit (inklusive Bölten) insgesamt 3765 Einwohnern am 17. Mai 1939. Förderer des Paten- und des Partnerschaftsverhältnisses war Franz Polak, Ehrenbürger sowie römisch-katholischer Pfarrer der Gemeinden Bölten (als deutsches Gemeinwesen) und Höchst im Odenwald.[4]

## Persönlichkeiten

### Ehrenbürger
- Franz Polak (1909–2000), deutscher römisch-katholischer Geistlicher

### Söhne und Töchter der Gemeinde
- Karl Nöttig (1806–1882), Bischof von Brünn
- Julius Popp (1849–1902), österreichischer Politiker der SDAP
- Walter Franz Schleser (* 1930), deutscher Diplomat
- Rudolf Friedrich (* 1936), deutscher Politiker (CDU) in Hessen

## Literatur

Siegel der Gemeinde Bölten auf dem links beschriebenen Gedenkbuch aus den Jahren 1924/26